# Бхаурао Кришнаджи Гайквад
Бхаурао Кришнаджи Гайквад (маратхи दादासाहेब गायकवाड, англ. Bhaurao Krishnarao Gaikwad; 15 октября 1902, Диндори, Британская Индия (ныне Махараштра) — 29 декабря 1971, Нью-Дели) — индийский политический и общественный деятель, один из основателей Республиканской партии Индии (1956). Депутат Лок сабха, нижней палаты парламента Индии (1957—1962), член Раджья сабха верхней палаты Парламента Индии (1962—1968), сенатор.
Близкий соратник и последователь правозащитника и лидера «неприкасаемых» Бхимрао Рамджи Амбедкара. В течение многих лет боролся за права бедных слоёв общества, с практикой неприкасаемости и кастовой дискриминации.
Стал известен благодаря митингу, организованному в 1927 году в Махаде. Его выступление против британского присутствия вдохновило Сатьяграха и было высоко оценено доктором Амбедкаром, присутствовавшим на митинге. В 1930 году сыграл выдающуюся роль в доступе в знаменитый храм Каларам Сатьяграха, за что был подвергнут тюремному заключению.
В 1968 году награждён Падма Шри.